# 公爵令嬢の嗜み
『公爵令嬢の嗜み』（こうしゃくれいじょうのたしなみ）は、澪亜（れいあ）による日本の小説。「小説家になろう」で2015年から2017年まで連載された。書籍版はカドカワBOOKS（KADOKAWA）より2015年11月から2018年12月まで刊行された。イラストは双葉はづきが手掛けた。2021年7月時点で電子版を含めたシリーズ累計部数は130万部を突破している。
メディアミックスとして、2015年12月22日創刊の『ヤングエース』の増刊誌であるWeb無料漫画雑誌『ヤングエースUP』における創刊ラインナップの一つとして、梅宮スキによるコミカライズ版が連載を開始している。

## あらすじ
婚約者であるエドワード王子とその取り巻きによって床へ押さえつけられた際に前世の記憶が蘇った公爵令嬢のアイリスは、前世の記憶を頼りに、ここが乙女ゲーム『君は僕のプリンセス』のエンディングシーンということ、自身が主人公であるヒロインに嫌がらせを行う悪役令嬢であることに気づく。
機転により、退学は免れなかったものの、その場を感情に流されることなく貴族の矜持を持って切り抜けたが、次に待っていたのは実父であるアルメリア公爵当主との面談だった。ゲームではここで謹慎と修道院への幽閉が待っていたものの、自身の気持ちの変化と現在の置かれている立場を述べたところ、父から領地での謹慎とは名ばかりの、領主代行としての領地経営を命じられる。
前世の記憶や知識を元に、まずは領地の把握とかつて自分が拾った優秀な部下を集め、領主代行として領地経営を開始する。

## 登場人物

### 主要人物
アイリス・ラーナ・アルメリア
メインヒロイン。アルメリア公爵の第一子。公爵令嬢。ゲーム内では主人公のライバルの悪役令嬢だった。
エドワード王子から婚約を破棄され、学園から追い出される直前に前世の記憶を思い出したため、最低限の貴族の品位を保って学園を中退する。父親との面談で、ゲーム通りなら修道院送りの処分になるところを乗り切り、代わりに領主代行としての地位を得て公爵領の経営に乗り出す。まずは人員を確保するため、前世の記憶が戻る前に個人的にスラムから引き上げた使用人を集めることから開始し、その後、領地の全体像の把握に努めた。その後、商会「アズータ商会」を立ち上げて繁盛することになる。記憶はアイリスとしての『私』と前世の『ワタシ』の意思が混ざり合った状態になっている。前世の記憶を思い出す前も、ユーリにはともかく身内には優しく接していたようで、スラムから救い出した同年代の子どもたちは、やがてアイリス個人に絶対の忠誠を誓う使用人となった。
前世は会計事務所の職員であり、プレイしていたゲームで主人公が勝利する代わりに、悪役令嬢であるアイリスが軽微な罪で過酷な運命を辿ることについてアイリスに同情的だった。化粧品やシャンプー&リンスを自作したりヨガに凝っていた趣味もあった。これらの趣味の成果か、物語開始時点ではかなりふくよかであったのが、領に帰参して以降、数年顔を合わせることのなかった実弟のベルンや、社交界に復帰した際には王都の貴族のほとんどがアイリス本人とわからなかったほど、容姿体型が変化している。
ターニャ
アイリスの専属の侍女。幼少の頃にアイリスが公爵領のスラムから救い出したため、公爵家ではなくアイリス個人に対して絶対の忠誠を誓っている。公爵家とつながりがあるアンダーソン侯爵家のつてにより一撃系の武術を習得している。
ライル
アイリスの直属の護衛の一人。元は孤児でありアイリスがスラムから救い出した一人。容姿は金髪でがっしりとした体型である。ディダの吐く不敬の言葉について戒めることが多い。アイリスに忠誠を誓っている。
ディダ
アイリスの直属の護衛の一人。元は孤児で、ライルと同じくアイリスがスラムから救い出した一人。茶髪で飄々とした人物でお調子者だがアイリスを「姫様」と呼んでいたり言葉遣いが荒いが、尊敬・忠誠の念はターニャやライルと変わらない。

### アルメリア公爵家の関係者
ルイ・ド・アルメリア
アルメリア公爵家の当主にしてタスメリア国の宰相。アイリスの父。タスメリア国では筆頭公爵にあたる。ゲーム内ではアイリスに修道院への幽閉を命じていたが、アイリスとの会談により考えを変え、アイリスを名目は謹慎と称し、領主と同等の権限を与えた領主代行として領地へ移ることを命じる。アイリスの領地改革そしてアズータ商会で振るう手腕を評価しており、また信頼を置いている。
メルリス・レゼ・アルメリア
アルメリア公爵夫人。アイリスの母。社交界の顔であり、メルリスが出席したパーティーを主宰した貴族は格が上がり、出席しなかったかすぐに帰宅されてしまうとその貴族の評判が下がるほどの影響力を持つ。スピンオフ小説『武家の嗜み』及び単行本第6巻では主人公を務める。実家は武門のアンダーソン侯爵家であり、幼少時には家風からか社交マナーなどより野山を駆けまわる事を好み、その出自による天稟ととある理由から研鑽を積んだ類い希なる武をも持っていたが、紆余曲折を経て社交界を自分の戦場と見定めた。
婚約破棄の事件においてはアイリスに同情的で、アイリスに不利益を起こした貴族のパーティーなどに出席しないという報復を行っている。また、自分の立場をわきまえずユーリとエドワードに加担しアイリスを断罪した息子のベルンには激怒しており、「馬鹿息子」と呼んでいる。王太后に可愛がられており、共に現王の側室であるエルリア妃を酷く嫌っており、本人がいないところでは「あの女」呼ばわりしている。
ベルン・ターシ・アルメリア
アルメリア公爵家の長男。アイリスの弟。アイリスとは年子であったため学園には同じ学年で通っていた。成績は非常に優秀で学年一位の座に君臨しており、ゲームの設定ではクール属性として攻略対象の1人であった。
ユーリに夢中になっており、取巻きの一人と化している。第二王子のエドワードとは距離をおけという父の命を無視し、アイリスを学園追放する際も無碍に扱うなど公爵家としての責務も疎かになっていた。そのため、両親からは酷く呆れられており廃嫡寸前となっているほどであるが、その自覚すらない。しかし、姉が領主代行として働く様子を目の当たりにし、ユーリが語っていることが実の無い浪費に過ぎず、彼女に対して得ていた感情が自身の甘えに過ぎないと気づいたことから襟を正して父に教えを乞うようになる。
ガゼル・ダズ・アンダーソン
タスメリア国の将軍にしてアンダーソン家の前当主。30年前のトワイル国との戦役においての英雄で、息子に当主を譲っていても国内への影響力は大きい。メルリスの父でアイリスの祖父にあたる。時折アルメリア領を訪れている。大の酒好きである。
セバス
アルメリア公爵家の家令で筆頭執事。宰相を務め王都から離れられない公爵に代わり領政を行っていた。
レーメ
アルメリア公爵家の領地にある図書館を管理する女性司書。元は孤児でありアイリスに拾われた一人。読書が好きなためか趣味が高じて司書となっている。
モネダ
アルメリア公爵家の領地の商業ギルドに勤めていた副会計士。アイリスとの面談を経てアイリスの志に思うところがありギルドを辞めアルメリア公爵家に勤めることになる。元は孤児でアイリスに拾われた一人であり公爵家に勤めていたが、アイリスが学園に移る際にギルドへ移籍した。そのような事情もあり、当初はアイリスに恩義は感じていたものの、公私混同はせず話を聞くまでは無条件に協力することを良しとしなかった。
メリダ
アルメリア公爵家の料理人で領地の館に勤めている。アイリスに拾われたうちの1人で、アイリスが立ち上げた商会『アズータ商会』の喫茶部門が立ち上がるとそちらに配属された。
セイ
アルメリア公爵家の家令で執事見習い。執事をしていたセバスの補助を行っていたが、セバスによって執事への昇格が決まった。アイリスが学園に行った後にさらに努力を重ね仕事への能力が上がったという。アイリスに拾われた一人でもある。
ディーン
アルメリア公爵家の領地の商業ギルドから臨時にアルメリア公爵家に雇い入れられた。綿密かつ正確明瞭な資料が手元に届いたことでアイリスからその手腕が注目されていたが、横領の報告書が上がってきたため、アイリスと直に相対することとなった。その後、アイリスから常勤として契約して欲しいと望まれたが、一身上の都合により断り、短期契約でアルメリア公爵家に勤めることになった。

### タスメリア国の王侯貴族など
アイーリャ・フォン・タスメリア
王太后。メルリスと仲が良く、自身が滞在する王宮の離宮を訪ねさせている。自身が王女であり、当時世継ぎの王子が居なかったため、ある公爵家から婿を取って王とし、王統を繋いでいる。そのような経緯から、王の共同統治者として見做されており、夫である先代の王が薨去し、王位を息子に譲った後も絶大な権力を有している。アイリスを酷く気に入っているが、それは彼女の若き日の誓いに端を発している。
アルフレッド・タスメリア
第一王子。現国王の正室シャリアの第一子で、実母が亡くなった後に留学したとされている。ゲーム内では登場しなかった人物である。メルリス曰く、ルイに雰囲気が似ているらしい。同母妹にレティシアがいる。
エドワード・トーン・タスメリア
第二王子。ゲーム内では俺様属性として主人公の攻略対象の一人だった。現国王の側室エルリアの子で、アルフレッドの異母弟。アイリスと婚約していたが解消している。ユーリと恋に落ちて夢中になり、ユーリの言いなりとなっていた。やがてユーリと新たに婚約を結んでいる。アルフレッド曰くユーリと付き合う前は傲慢な態度が少しありつつも、視野狭窄の傾向や言いなりになる様子はなかったという。
レティシア・タスメリア
王女。ゲーム内では登場していない人物。公式には病弱で王宮の奥で療養しているとされている。シャリアの第二子でアルフレッドの同母妹。容姿はシャリアと似ているらしい。
タスメリア国王
アルフレッド、エドワード、レティシアの父親。寵愛していた正室のシャリアが逝去した後に心を病み、政務を疎かにしている。後に身体も病んで倒れてしまい国の混乱に拍車を掛ける。
シャリア
現国王の正室。長男のアルフレッドと長女のレティシアを出産した後に逝去した。生前は王の寵愛を一身に受け、エルリア妃の反感を買っていた。実家は伯爵家。
エルリア・マリエラ
現国王の側室。第二王妃の立場を得て国王に取り入ろうとするるも、国王が正室のシャリアしか見ず、自分を見ない事に自尊心を傷つけられている。エドワードを産むことで実家であるマリエラ侯爵家の勢力が増している。エドワードと懇意になっているユーリに自尊心をくすぐられてユーリを寵愛し、アイリスを目の敵にしている。
ユーリ・ノイヤー
男爵令嬢。ゲーム内では主人公でプレイヤーキャラクターだった。エドワードとアイリスが婚約していたにも関わらず、エドワードに近づいたためアイリス以外の学園生である貴族令嬢からも嫌がらせを受けたが、エドワードの心を射止めた。調査を行ったルイによれば謎の多い人物で、ノイヤー男爵家のメイドが当主と一時結ばれた末に生まれた庶子であったという。後にエドワードと正式に婚約を結ぶ。
貴族・王族の義務と言って買い物による消費の向上や炊き出しを行うことを語るが、顧客や施すことが可能な人々の絶対数が少ないことを無視しており、実際には資産の浪費にしかなっていない。また、公的な場で身分や礼儀を弁えない行動も多い。

### タスメリア国の貴族・聖職者など
ドルッセン・カタベリア
騎士団長の息子でありカタベリア伯爵家の嫡子。ゲーム内では体育会系として主人公の攻略対象の1人。ユーリに心酔しアイリスが学園で糾弾された際アイリスを乱暴に取り押さえた。アルメリア公爵夫妻からの報復もあり、父母であるカタベリア伯と同夫人から、騎士という立場で犯した公爵令嬢への暴力に対して叱責を受け謹慎処分を言い渡されるも、ユーリへの心酔から心からの反省もしなかった。しかし、騎士団に出入りしているディタやライルとの対決や騎士団の先輩からの言葉を受け、ある程度ユーリから距離を取る。アイリスを知るという動機もあり、アルメリア公爵領を訪れるがマリエラ侯爵派が工作をしていた東方にある都市での騒動に首を突っ込んで捕らえられてしまう。公爵家によって救出された後、アイリスと面談して自分の心に整理を付けた。その後アルメリア公爵家とカタベリア伯爵家の手打ちとして、父であるカタベリア伯から勘当され、またカタベリア伯自身も隠居している。
ヴァン・ルターシャ
国教であるダリル教の教皇の息子。ゲーム内では不思議ちゃん属性として主人公の攻略対象の1人。実際には世襲が認められている立場に胡坐をかいていた甘ったれで、後に父親である教皇がアイリスに圧力をかけたところを逆に汚職の証拠を呈示されるなどの反撃を受けて失脚したことで自身の立場が危うくなる。無礼を承知でアイリスを訪ねるなどなりふり構わない懇願により、アイリスからアルメリア公爵領にある教会での職を紹介された。しかしその直後にマリエラ侯爵派の話に乗り、アルメリア領の反乱工作に関わったことにより捕らえられ王都に送られた。
ミモザ・ダングレー
アイリスが学園で知り合い親友となった侯爵令嬢。アイリスが学園でユーリを疎んでいた際も心配し忠告していた。自身が病気で学園を欠席した合間にアイリスが糾弾され学園を去ったことを苦々しく思っていた。それからも手紙では交流していたが、アイリスが王都へ来都し社交界に復帰した後に自身の家が主催したパーティーで再会する。再会直後にはお忍びで王都のアズータ商会の喫茶店や貴族専門店を周るなど久しぶりの交流を楽しんだ。

### その他
ルカ・サモサ
アイリスがアルメリア公爵領に設置した学園の壮年の学園長。学園では自身の専門である医療科で医学を学生に教えている。元は貴族の子弟が出自であったが医学を希求するために地位を捨てて医職の道に進んでいた。アルメリア公爵領を来訪するまでは王族の侍医を務めており、アイリスやディーンによれば、王都時代の彼は医学での第一人者ではあるが気難しい方であったという。
ミナ
アルメリア公爵領の城下町にある孤児院で子供達の世話をする女性。ミナも孤児院出身で、孤児院を運営していたダリル教のシスターの補助をしていたが、シスターが亡くなった後も引き継いで運営している。ダリル教の後ろ盾が亡くなった事で苦しい運営を強いられており立ち退きの危機に陥っていた。
ラフィエル
アルメリア公爵領の学園の医療科へ通っていたダリル教の司祭。聖職者でありながら貧者救済のため医者として無償で医療にあたっていたが限界を感じていたのが入学の理由である。
もうひとつの理由としては、元々は孤児であったがミナと懇意にしていたシスターに育てられ聖職に進み司祭まで出世し、シスター亡き後も孤児院を運営していたミナとダリル教の窓口となって便宜を図っていたが、貧者救済などを忘れ腐敗に塗れているダリル教の本部に嫌気がさし、尊敬する育ての親のシスターの生き方を踏襲するため。

## 既刊一覧

### 小説
- 澪亜（著）・双葉はづき（イラスト） 『公爵令嬢の嗜み』 KADOKAWA〈カドカワBOOKS〉、全8巻

| 巻数 | KADOKAWA                   | KADOKAWA          | 台湾角川       | 台湾角川          |
| 巻数 | 初版発行日（発売日）       | ISBN              | 発売日         | ISBN              |
| ---- | -------------------------- | ----------------- | -------------- | ----------------- |
| 1    | 2015年11月15日（11月10日） | 978-4-04-103742-3 | 2017年6月19日  | 978-986-473-725-3 |
| 2    | 2016年4月15日（4月9日）    | 978-4-04-104180-2 | 2017年9月14日  | 978-986-473-880-9 |
| 3    | 2016年9月15日（9月10日）   | 978-4-04-104181-9 | 2018年7月26日  | 978-957-564-141-2 |
| 4    | 2017年3月10日（同日）      | 978-4-04-105468-0 | 2019年3月13日  | 978-957-564-813-8 |
| 5    | 2017年9月10日（9月8日）    | 978-4-04-105469-7 | 2019年9月19日  | 978-957-743-226-1 |
| 6    | 2018年3月10日（同日）      | 978-4-04-106322-4 | 2020年4月20日  | 978-957-743-684-9 |
| 7    | 2018年9月10日（同日）      | 978-4-04-106323-1 | 2020年8月20日  | 978-957-743-923-9 |
| 8    | 2018年12月10日（同日）     | 978-4-04-107508-1 | 2020年12月21日 | 978-986-524-123-0 |

### 漫画
Web無料漫画雑誌『ヤングエースUP』の2015年12月22日より配信開始。作者は梅宮スキ。原作冒頭よりコミカライズを開始している。単行本はカドカワコミックス・エース（KADOKAWA）レーベルにて発売。既刊すべてに原作者書きおろしの小説が収録されている。
- 澪亜（原作）・双葉はづき（キャラクター原案）・梅宮スキ（作画） 『公爵令嬢の嗜み』 KADOKAWA〈カドカワコミックス・エース〉、既刊8巻（2021年7月9日現在）

| 巻数 | 初版発行日（発売日）   | ISBN              |
| ---- | ---------------------- | ----------------- |
| 1    | 2016年9月10日（同日）  | 978-4-04-104802-3 |
| 2    | 2017年3月10日（同日）  | 978-4-04-105339-3 |
| 3    | 2017年9月8日（同日）   | 978-4-04-106095-7 |
| 4    | 2018年3月10日（同日）  | 978-4-04-106556-3 |
| 5    | 2018年11月2日（同日）  | 978-4-04-107490-9 |
| 6    | 2019年8月3日（同日）   | 978-4-04-108487-8 |
| 7    | 2020年3月4日（3月3日） | 978-4-04-109228-6 |
| 8    | 2021年7月9日（同日）   | 978-4-04-109919-3 |